# Uropeltis madurensis
Espèce
Synonymes
- Silybura madurensis Beddome 1878

Uropeltis madurensis est une espèce de serpents de la famille des Uropeltidae. 

## Répartition
Cette espèce est endémique du Tamil Nadu dans le sud de l'Inde.

## Publication originale
- Beddome, 1878 : Description of six new species of snakes of the genus Silybura, family Uropeltidae. Proceedings of the Zoological Society of London, vol. 1878, p. 800-802 (texte intégral).